# Università
L'università (dal latino universitas, -atis: comunità, corporazione, associazione) è un modello d'istruzione originatosi nel tardo Medioevo. L'istituto ha le sue scaturigini nelle chiese e nei conventi europei, dove, attorno all'XI secolo, iniziarono a tenersi lezioni, con lettura e commento di testi filosofici e giuridici, e presso di essi, o in genere attorno a grandi personalità ecclesiastiche, varie categorie di docenti e studenti cominciarono a organizzarsi in corporazioni chiamate universitates.

## Storia

### Età antica
Fin dall'antichità sono esistite istituzioni di questo tipo, che possono farsi risalire all'Accademia platonica, i vari simposi culturali presenti nell'antica Grecia (i più celebri dei quali sono l'etería di Alceo e il tíaso di Saffo) e il Liceo di Aristotele. In epoca romana le scuole di insegnamento superiore, precorritrici delle attuali università, erano quelle di diritto (attive a Berito, l'odierna Beirut, fin dal II secolo), organizzate secondo cicli di studio prestabiliti (in genere della durata di quattro anni). In India, (dal II secolo a.C al XII secolo d.C.) nella città di Nālandā, c'era la più importante università buddista di tutto l'oriente, distrutta a seguito dell’invasione dei Guridi.

### Medioevo

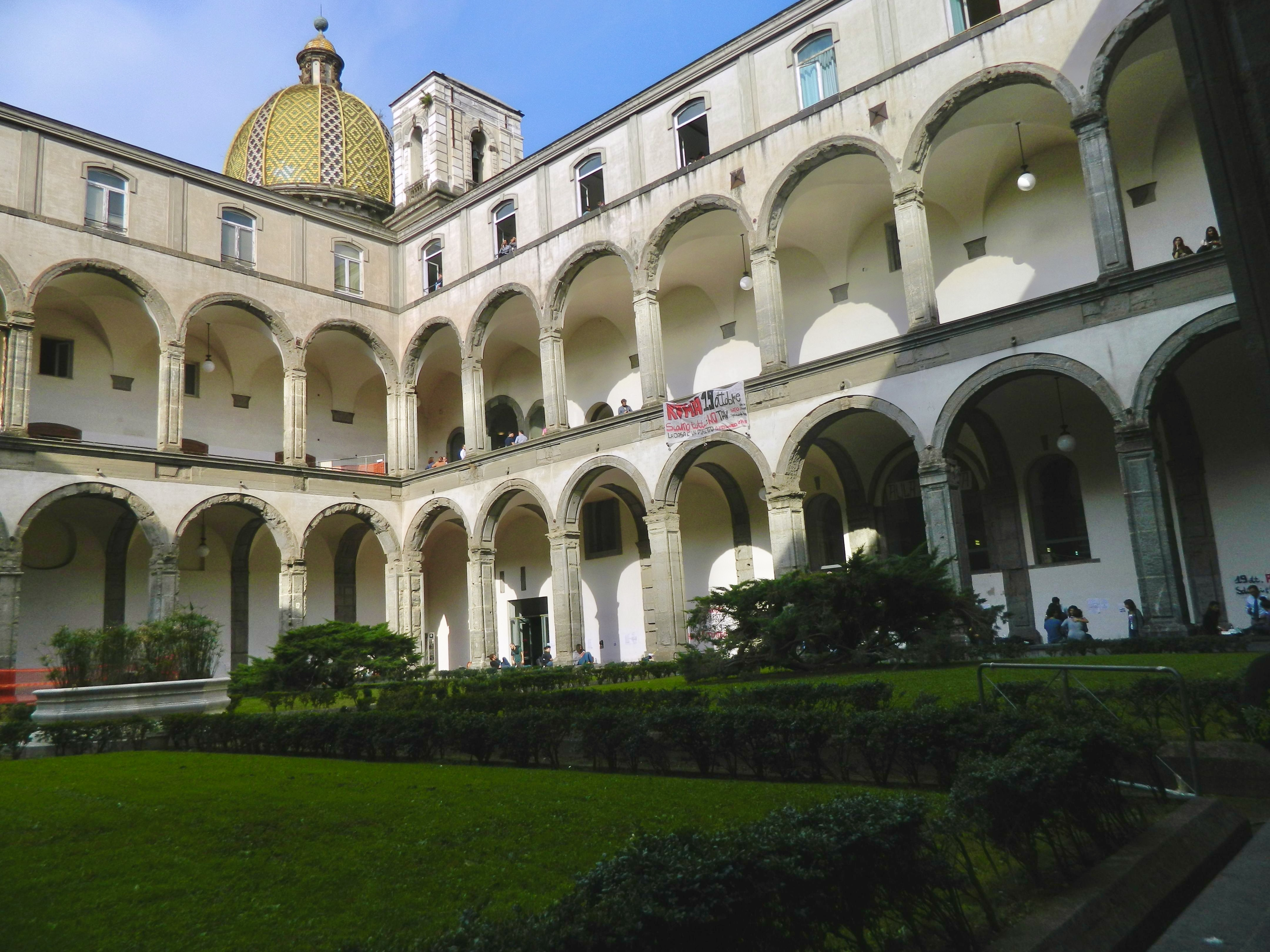
Fondata nel 1224 da Federico II di Svevia, l'Università degli Studi di Napoli Federico II in Italia è la più antica università statale del mondo ancora in attività.

Nell'Alto Medioevo ebbe grande prestigio la Scuola Medica Salernitana, le cui origini risalgono al IX secolo, considerato il prototipo delle moderne università. Vi si impartivano corsi di diritto, retorica, filosofia, biologia, anatomia e medicina. Nel corso del Medioevo, ed in particolar modo nel XII secolo, la Chiesa raggiunse una grande egemonia intellettuale, spirituale e culturale del mondo occidentale, grazie al lavoro di riscoperta della cultura classica del mondo antico, greco-romano. Determinante fu in questo senso l'opera dei monasteri e dei monaci amanuensi ma soprattutto il contatto tra l'Europa ed il mondo arabo. 
Diversi appartenenti al clero cominciarono a tenere lectiones magistrales in cui si discuteva prevalentemente di filosofia aristotelica, la parte più sistematizzata del sapere dell'antichità. Questo fenomeno si diffuse rapidamente in Europa, acquistando ben presto il carattere di vere e proprie riunioni assembleari, tanto frequentate che richiesero ben presto un'organizzazione più razionale. Esse vennero perciò regolamentate e protette da bolle imperiali e papali. Lo status giuridico di Clericus vagans e i suoi statuti interni assicuravano ampia libertà di insegnamento e di movimento a docenti e studenti dell'Europa medioevale, insieme a privilegi giuridici che costituivano e conferivano garanzie di immunità e indipendenza dai poteri locali.
A Bologna, dall'istituzionalizzazione di uno di questi primi nuclei, nasce l'Università di Bologna, conosciuta oggi come Alma mater studiorum.. Non è nota una data certa di fondazione e il 1088 è stato scelto convenzionalmente nell'Ottocento da un comitato di storici guidato da Giosuè Carducci per festeggiarne l'ottocentesimo anniversario. Una data certa è il 1158, quando Federico Barbarossa promulga la constitutio "Authentica Habita", a séguito della quale l'università diventa un luogo in cui la ricerca si sviluppa in modo indipendente da ogni altro potere. 
La presenza di numerosi studenti stranieri a Bologna (tuttora i fuori sede costituiscono la maggioranza della popolazione studentesca) conduce alla creazione di associazioni, chiamate appunto "universitates", costituite dagli studenti a tutela dei propri diritti. Sorgono così prima due universitates, quella dei citramontani (o italiani) e quella degli ultramontani. Con l'aumento degli studenti si produce una suddivisione prima in "Nationes" (romani, napoletani, toscani e lombardi), poi in "subnationes". Queste ultime ammontavano a ben 17 nel XII secolo per gli italiani a 14 per gli ultramontani. Secondo alcuni storici, inoltre, l'Università di Pavia sarebbe comunque più antica di quella di Bologna, poiché sorta da una cattedra di diritto presente circa duecento anni prima. Molti anni dopo, nel 1222, sorse l'Università di Padova. Il nuovo ateneo nacque da maestri e studiosi fuggiti dall'Università di Bologna durante una delle rivolte che hanno segnato il problematico rapporto tra città e il corpo accademico-studentesco nei primi anni del XIII secolo.
La prima università di emanazione statale, non scaturita quindi da preesistenti scuole di diritto e retorica o sorta da nuclei aggregatisi privatamente per effetto dell'accordo informale tra discepoli e maestri, né tantomeno per fini privati, è stata la prima delle cinque Università di Napoli, voluta nel 1224 da Federico II di Svevia.
Nella città di Arezzo prima del 1215, fu fondata "l'Università di Arezzo" (Studium Aretino). In seguito arrivò in città per insegnarvi Roffredo Epifanio, celebre giurista proveniente dall'Università di Bologna. Arezzo divenne all'epoca una scuola di grande richiamo per molti figli di nobili ghibellini non solo toscani. Il 16 febbraio 1255, lo studium ottenne il suo statuto promulgato da un collegium composto da otto professori, con l'avallo del podestà di Arezzo.

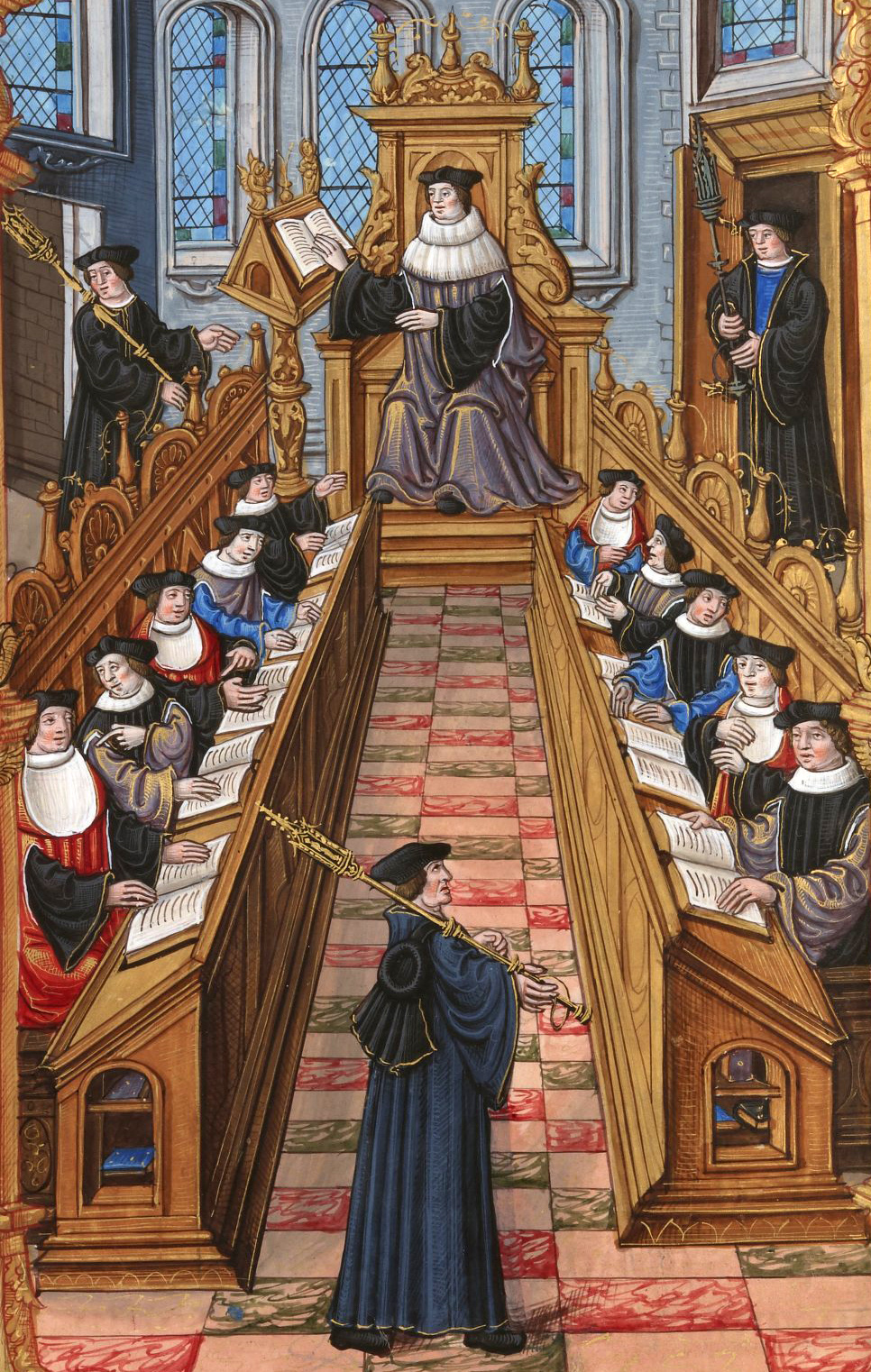
Riunione dei dottori all'Università di Parigi. Da un manoscritto medievale.

Il successo dell'Università di Bologna induce clero e governanti a moltiplicare le scuole e ad assumerne il controllo. Tutte le grandi università del XII secolo nascono per aggregazione, ufficializzata da atti governativi ed ecclesiali, di collegi e cattedre. Così, nel corso del Duecento e del Trecento, negli stati europei vengono attivati numerosi istituti di istruzione superiore, anche se molti di breve vita. Ad esempio nel 1180, con due decreti di Papa Alessandro III, nasce il primo nucleo dell'Università di Parigi; ai decreti seguono un privilegio di Filippo Augusto del 1200, un concordato del 1206 e l'assegnazione degli statuti ufficiali del legato del Papa nel 1215. Lo statuto di autonomia della Sorbona fu ulteriormente definito dalla bolla pontificia Parens scientiarum, emanata in Laterano da papa Gregorio IX, nel 1231, a seguito dello sciopero studentesco del 1229.

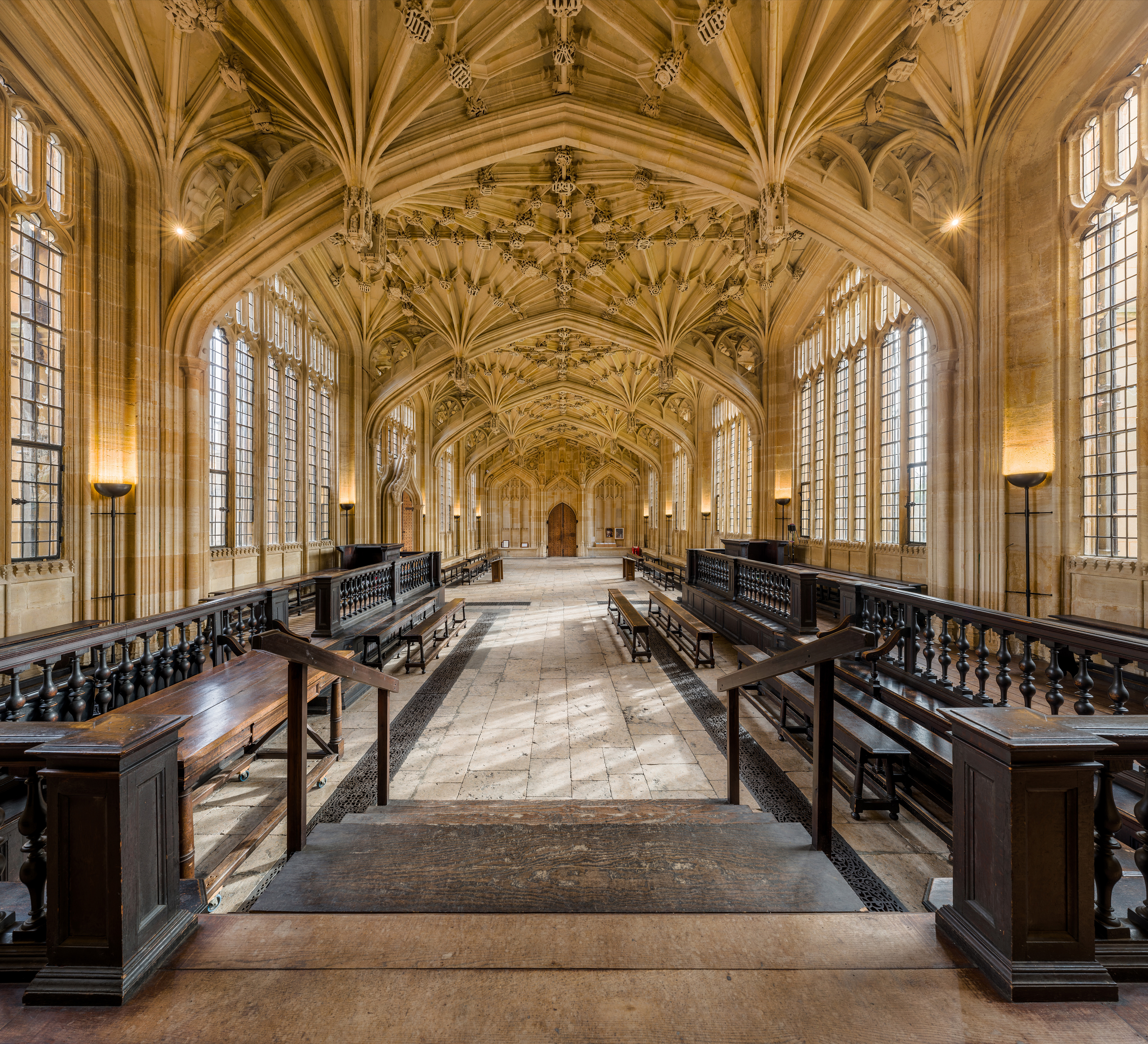
L'Università di Oxford è la più antica università del mondo anglofono.

Nel 1167, re Enrico II d'Inghilterra richiama da Parigi un gruppo di studenti per fondare l'Università di Oxford, la cui fondazione ufficiale risale al 1284. Nel 1218 viene fondata in Spagna l'Università di Salamanca, che nel corso del XVI secolo fu, con 6700 studenti, la più grande d'Europa. Da quest'università passò gran parte della cultura scientifica araba, prima di diffondersi nell'Europa centrale.
Anche l'ateneo fridericiano era nato in contrapposizione a quello bolognese, a séguito di contrasti dei poteri universali, Sacro romano Impero e papato, così come l'Università di Siena, il cui primo documento risale al 1240, che fu finanziata dall'imperatore Federico II per la costituzione di una facoltà di diritto, per danneggiare quello bolognese. Nel 1290 viene fondata l'Università di Coimbra, la più antica del Portogallo e sempre nello stesso anno, in Italia, nasce quella di Macerata.
Nel XIV secolo una preparazione teorica era ormai indispensabile per ricoprire gli incarichi di podestà nei comuni e per lo svolgimento delle professioni forensi e notarile. Il 20 aprile 1303 papa Bonifacio VIII emana la bolla di istituzione a Roma di uno studium da cui avrà origine l'odierna Università La Sapienza. Pochi anni dopo, papa Clemente V, con la Bolla "Super Specula" dell'8 settembre 1308, istituisce lo Studium Generale, oggi Università degli Studi di Perugia; lo Studium perugino raccoglieva la tradizione di una tra le prime libere università sorte in Italia, che educava nelle arti della medicina e della legge, ovvero di un'istituzione della città che esisteva sin dagli inizi del Duecento, finanziata principalmente dal Comune di Perugia. In seguito sorge l'ateneo di Firenze (1321) e più tardi anche quello di Pisa (1343).
Uno dei criteri che trasforma un'istituzione accademica in università è il passaggio da "studio particolare", cioè che conferisce titoli a nome dell'autorità locale, in "studio generale", con validità dei titoli conferiti estesa a tutto il mondo cristiano o comunque all'intera nazione in cui è situata l'università. Ad esempio, da un frammento degli statuti di Camerino, redatto presumibilmente nel 1355, pare che fossero attivi corsi di diritto canonico e civile, medicina e lettere, mentre la teologia veniva insegnata nei rispettivi conventi dai lettori agostiniani e domenicani. Lo status di università viene raggiunto nel 1377 con l'attribuzione di "studio generale" da parte di papa Gregorio XI. Nella seconda metà del XIV secolo, dall'Italia e dalla Spagna la cultura universitaria si diffonde verso l'Europa centrale e orientale. Nel 1348 viene fondata l'Università di Praga, nel 1364 l'Università Jagellonica a Cracovia, nel 1365 l'Università di Vienna e nel 1367 l'Università di Pécs, in Ungheria. Nel 1386 nasce la prima università nel territorio dell'attuale Germania, l'Università di Heidelberg. Nel 1434 fu istituita l'Università di Catania, nel 1506 nasce l'Università di Urbino, nel 1548 nasce l'Università di Messina.

### Età moderna e contemporanea

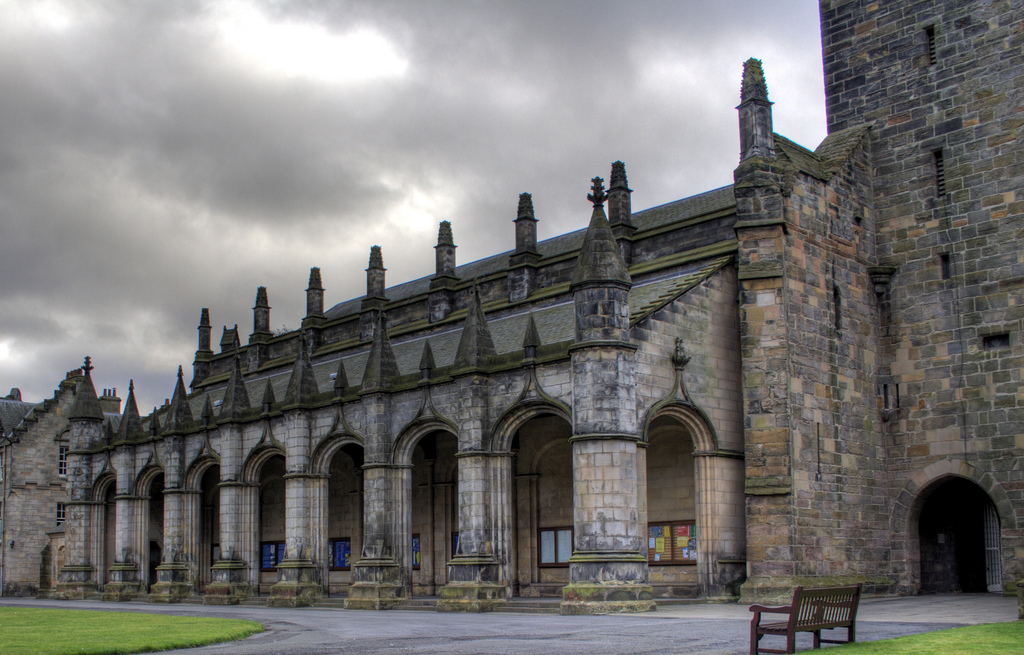
L'Università di St Andrews, fondata nel 1410, è la più antica università della Scozia.

Durante il periodo dell'Età Moderna (approssimativamente dalla fine del XV secolo al 1800), le università europee avrebbero conosciuto un'enorme crescita, produttività e ricerca innovativa. Alla fine del Medioevo, circa 400 anni dopo la fondazione della prima università europea, c'erano 29 università sparse in tutta Europa. Nel XV secolo ne furono create 28 nuove, con altre 18 aggiunte tra il 1500 e il 1625. Questo ritmo continuò fino alla fine del XVIII secolo, quando in Europa si contavano circa 143 università, con le più alte concentrazioni nell'Impero tedesco (34), nei paesi italiani (26), in Francia (25) e in Spagna (23): si trattava di un aumento di quasi il 500% rispetto al numero di università verso la fine del Medioevo. Questo numero non include le numerose università scomparse o gli istituti che si fusero con altre università durante questo periodo.
La diffusione delle università non fu necessariamente un progresso costante, poiché il XVII secolo fu costellato di eventi che influenzarono negativamente l'espansione universitaria. Molte guerre, e in particolare la Guerra dei Trent'anni, sconvolsero il panorama universitario in tutta Europa in momenti diversi. Guerre, pestilenze, carestie, regicidio e cambiamenti nel potere e nella struttura religiosa spesso influenzarono negativamente le società che fornivano sostegno alle università. Anche i conflitti interni alle università stesse, come le risse studentesche e i professori assenti, contribuirono a destabilizzare queste istituzioni. Le università erano anche riluttanti ad abbandonare i vecchi programmi di studio e il continuo ricorso alle opere di Aristotele sfidava i progressi contemporanei nella scienza e nelle arti. Quest'epoca fu anche influenzata dall'ascesa dello Stato-nazione. Man mano che le università passavano sempre più sotto il controllo statale, o si formavano sotto gli auspici dello Stato, il modello di governance della facoltà (iniziato dall'Università di Parigi) divenne sempre più importante.

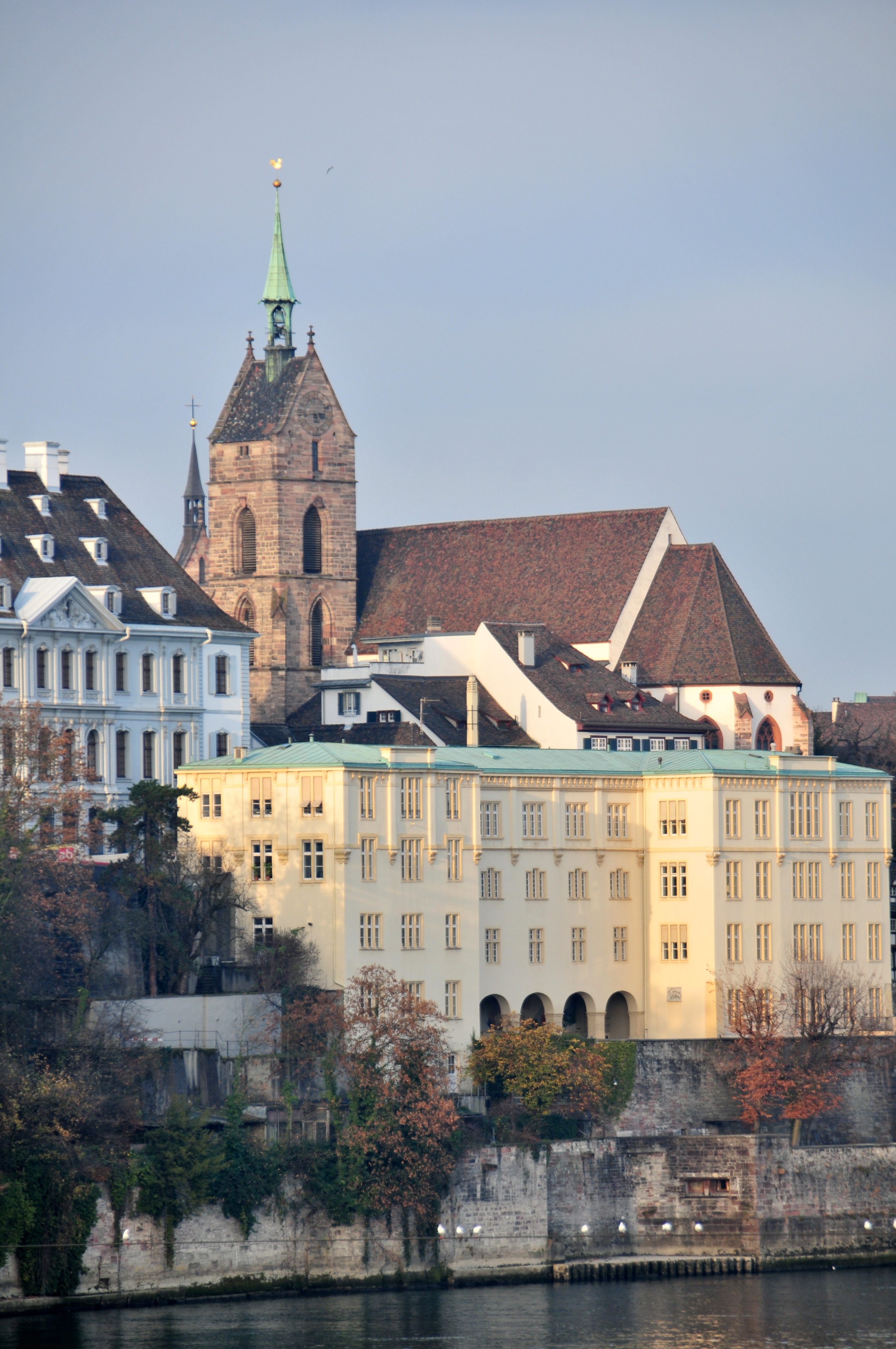
Antico edificio principale dell'Università di Basilea – la più antica università svizzera (1460). L'università è tra i luoghi di nascita dell'umanesimo rinascimentale.

Le università dell'inizio dell'età moderna inizialmente proseguirono il curriculum e la ricerca del Medioevo: filosofia naturale, logica, medicina, teologia, matematica, astronomia, astrologia, diritto, grammatica e retorica. Aristotele era prevalente in tutto il curriculum, mentre la medicina si basava anche su Galeno e sugli studi arabi. L'importanza dell'umanesimo nel cambiare questa situazione non può essere sottovalutata. Una volta che i professori umanisti si unirono al corpo docente universitario, iniziarono a trasformare lo studio della grammatica e della retorica attraverso gli studia humanitatis. I professori umanisti si concentrarono sulla capacità degli studenti di scrivere e parlare con distinzione, di tradurre e interpretare testi classici e di vivere una vita onorevole. Altri studiosi all'interno dell'università furono influenzati dagli approcci umanisti all'apprendimento e dalla loro competenza linguistica in relazione ai testi antichi, nonché dall'ideologia che sosteneva l'importanza fondamentale di quei testi. Professori di medicina come Niccolò Leoniceno, Thomas Linacre e William Cop si formarono e insegnarono spesso in una prospettiva umanistica, oltre a tradurre importanti testi medici antichi. La mentalità critica impartita dall'umanesimo fu fondamentale per i cambiamenti nelle università e nel mondo accademico. Ad esempio, Andrea Vesalio ricevette una formazione umanistica prima di tradurre Galeno, le cui idee verificò attraverso le proprie dissezioni. In ambito giuridico, Andrea Alciato infuse il Corpus Juris di una prospettiva umanistica, mentre gli scritti umanistici di Jacques Cujas furono fondamentali per la sua reputazione di giurista. Filippo Melantone citò le opere di Erasmo come una guida altamente influente per il collegamento della teologia ai testi originali, un aspetto importante per la riforma delle università protestanti. Galileo Galilei, che insegnò nelle Università di Pisa e Padova, e Martin Lutero, che insegnò all'Università di Wittenberg (come Melantone), ebbero anch'essi una formazione umanistica. Il compito degli umanisti era quello di permeare lentamente l'università; di aumentare la presenza umanistica nelle cattedre e nelle cattedre, nei programmi di studio e nei libri di testo in modo che le opere pubblicate dimostrassero l'ideale umanistico della scienza e dell'erudizione.
Esaminare l'influenza dell'umanesimo sugli studiosi di medicina, matematica, astronomia e fisica può suggerire che l'umanesimo e le università abbiano rappresentato un forte impulso per la rivoluzione scientifica. Sebbene il legame tra umanesimo e scoperta scientifica possa essere nato all'interno dei confini dell'università, è stato comunemente percepito come reciso dalla natura mutevole della scienza durante la Rivoluzione scientifica. Storici come Richard S. Westfall hanno sostenuto che il palese tradizionalismo delle università abbia inibito i tentativi di riconcettualizzare la natura e la conoscenza e abbia causato una tensione indelebile tra università e scienziati.

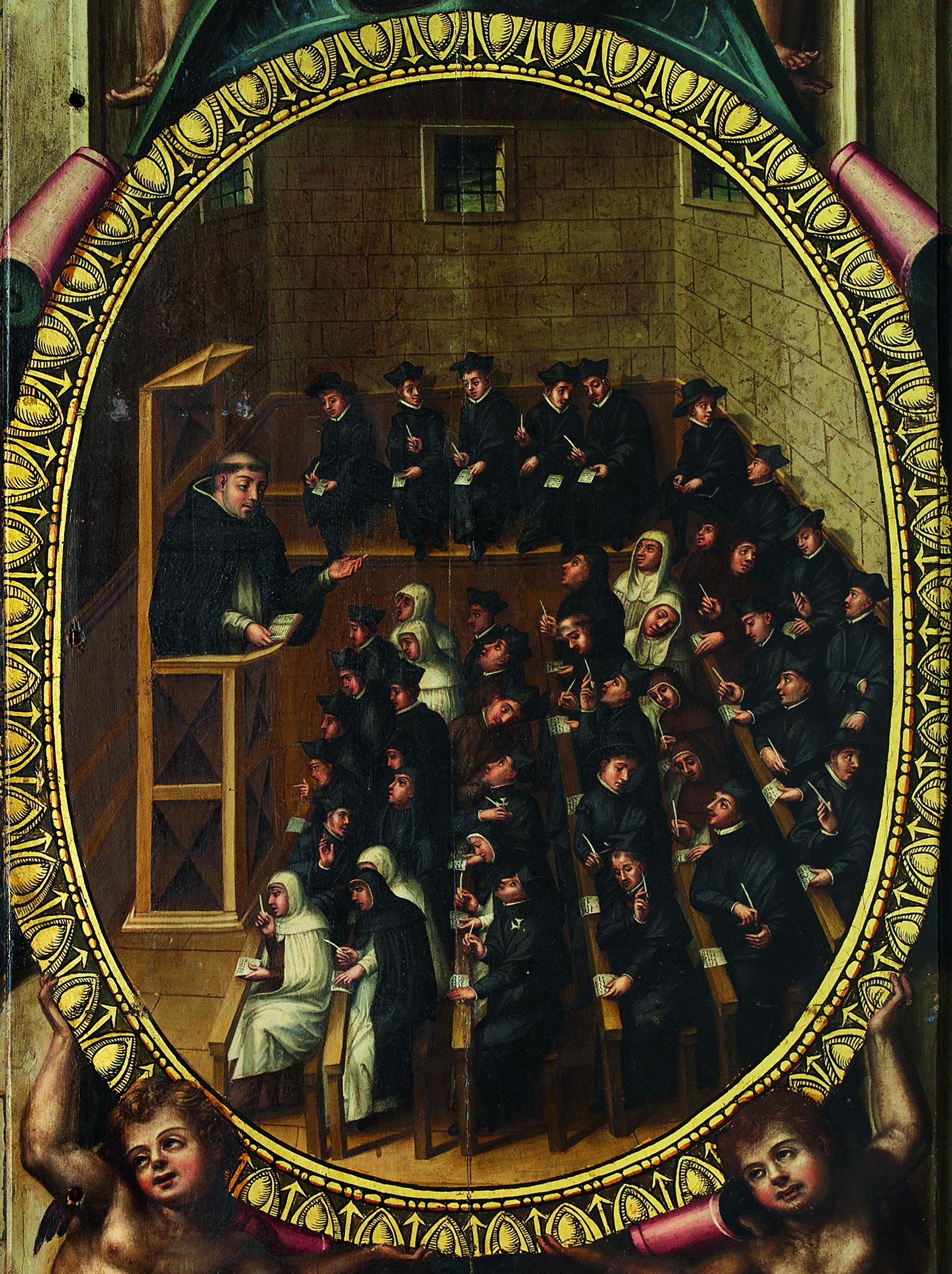
Aula del XVII secolo presso l'Università di Salamanca

Sebbene l'attenzione iniziale degli studiosi umanisti dell'università fosse rivolta alla scoperta, all'esposizione e all'inserimento di testi e lingue antiche nell'università, e alle idee di tali testi nella società in generale, la loro influenza fu in definitiva piuttosto progressista. L'emergere dei testi classici portò nuove idee e condusse a un clima universitario più creativo (come attesta il notevole elenco di studiosi sopra menzionato). L'attenzione alla conoscenza che proviene da sé, dall'umano, ha un'implicazione diretta per nuove forme di studio e istruzione, e fu il fondamento di quelle che sono comunemente note come discipline umanistiche. Questa disposizione verso la conoscenza si manifestò non solo nella traduzione e nella diffusione di testi antichi, ma anche nel loro adattamento e nella loro espansione. Ad esempio, Vesalio fu fondamentale nel sostenere l'uso di Galeno, ma diede anche vigore a questo testo con sperimentazioni, disaccordi e ulteriori ricerche.
Altri storici trovano incongruente l'affermazione secondo cui il luogo stesso in cui il vasto numero di studiosi che hanno influenzato la rivoluzione scientifica ha ricevuto la propria formazione dovrebbe essere anche il luogo che inibisce la loro ricerca e il progresso della scienza. Infatti, oltre l'80% degli scienziati europei tra il 1450 e il 1650 inclusi nel Dizionario di biografie scientifiche aveva ricevuto una formazione universitaria, di cui circa il 45% ricopriva incarichi universitari. In effetti, le fondamenta accademiche rimaste dal Medioevo erano stabili e fornivano un ambiente che favoriva una crescita e uno sviluppo considerevoli. Vi era una notevole riluttanza da parte delle università a rinunciare alla simmetria e alla completezza fornite dal sistema aristotelico, che era efficace come sistema coerente per la comprensione e l'interpretazione del mondo. Tuttavia, i professori universitari mantengono ancora una certa autonomia, almeno nelle scienze, nella scelta dei fondamenti e dei metodi epistemologici. Ad esempio, Melantone e i suoi discepoli all'Università di Wittenberg ebbero un ruolo determinante nell'integrazione dei costrutti matematici copernicani nel dibattito e nell'insegnamento astronomico.

### Università moderne

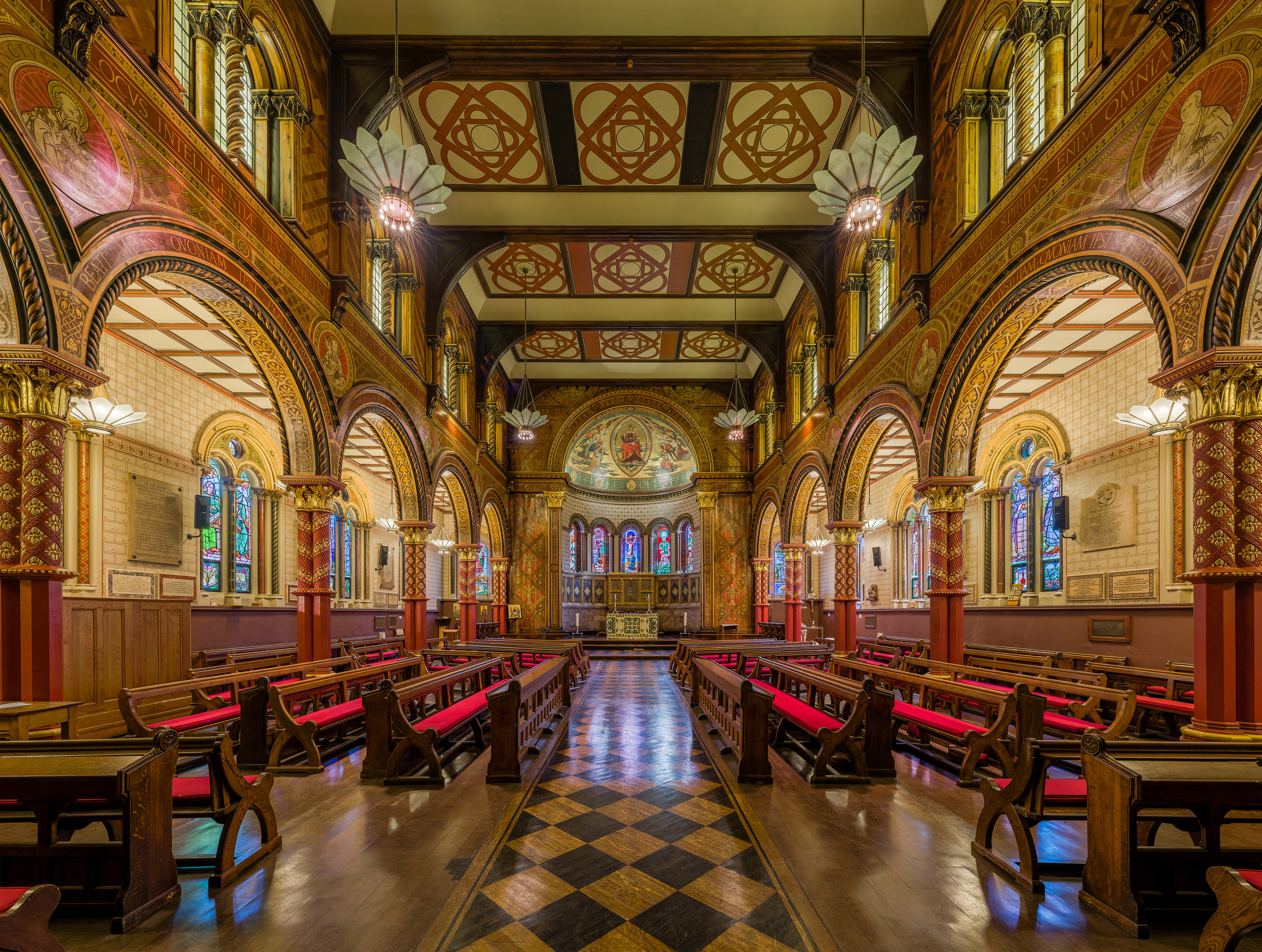
Il King's College London, istituito con Royal Charter da Re Giorgio IV e dal Duca di Wellington nel 1829, è uno dei college fondatori dell'Università di Londra.

Le università moderne costituiscono un sistema corporativo o quasi corporativo. Questo aspetto del sistema universitario non è cambiato a causa della sua posizione periferica in un'economia industrializzata; con lo sviluppo del commercio tra le città europee durante il Medioevo, sebbene altre corporazioni ostacolassero lo sviluppo del commercio e quindi alla fine furono abolite, la corporazione degli studiosi non subì modifiche. Secondo lo storico Elliot Krause, "L'università e le corporazioni degli studiosi mantennero il loro potere sull'iscrizione, la formazione e il posto di lavoro perché il capitalismo primitivo non ne era interessato".
Nel XVIII secolo, le università pubblicarono le proprie riviste di ricerca e nel XIX secolo nacquero il modello universitario tedesco e quello francese. Il modello tedesco, o humboldtiano, fu concepito da Wilhelm von Humboldt e si basava sulle idee liberali di Friedrich Schleiermacher relative all'importanza della libertà, dei seminari e dei laboratori nelle università. Il modello universitario francese prevedeva una rigida disciplina e un controllo su ogni aspetto dell'università.
Fino al XIX secolo, la religione ha svolto un ruolo significativo nei programmi universitari; tuttavia, il ruolo della religione nelle università di ricerca è diminuito durante quel secolo. Entro la fine del XIX secolo, il modello universitario tedesco si era diffuso in tutto il mondo. Le università si concentrarono sulla scienza nel XIX e XX secolo e divennero sempre più accessibili alle masse. Negli Stati Uniti, la Johns Hopkins University fu la prima ad adottare il modello universitario di ricerca (tedesco) e fu pioniera nell'adozione di tale modello da parte della maggior parte delle università americane. Quando la Johns Hopkins fu fondata nel 1876, "quasi l'intera facoltà aveva studiato in Germania". In Gran Bretagna, il passaggio dalla Rivoluzione Industriale alla modernità vide l'arrivo di nuove università civiche con un'enfasi su scienza e ingegneria, un movimento avviato nel 1960 da Sir Keith Murray (presidente del Comitato per le Borse di Studio Universitarie) e Sir Samuel Curran, con la fondazione dell'Università di Strathclyde. Gli inglesi fondarono anche università in tutto il mondo e l'istruzione superiore divenne accessibile alle masse non solo in Europa.

### Università nazionali

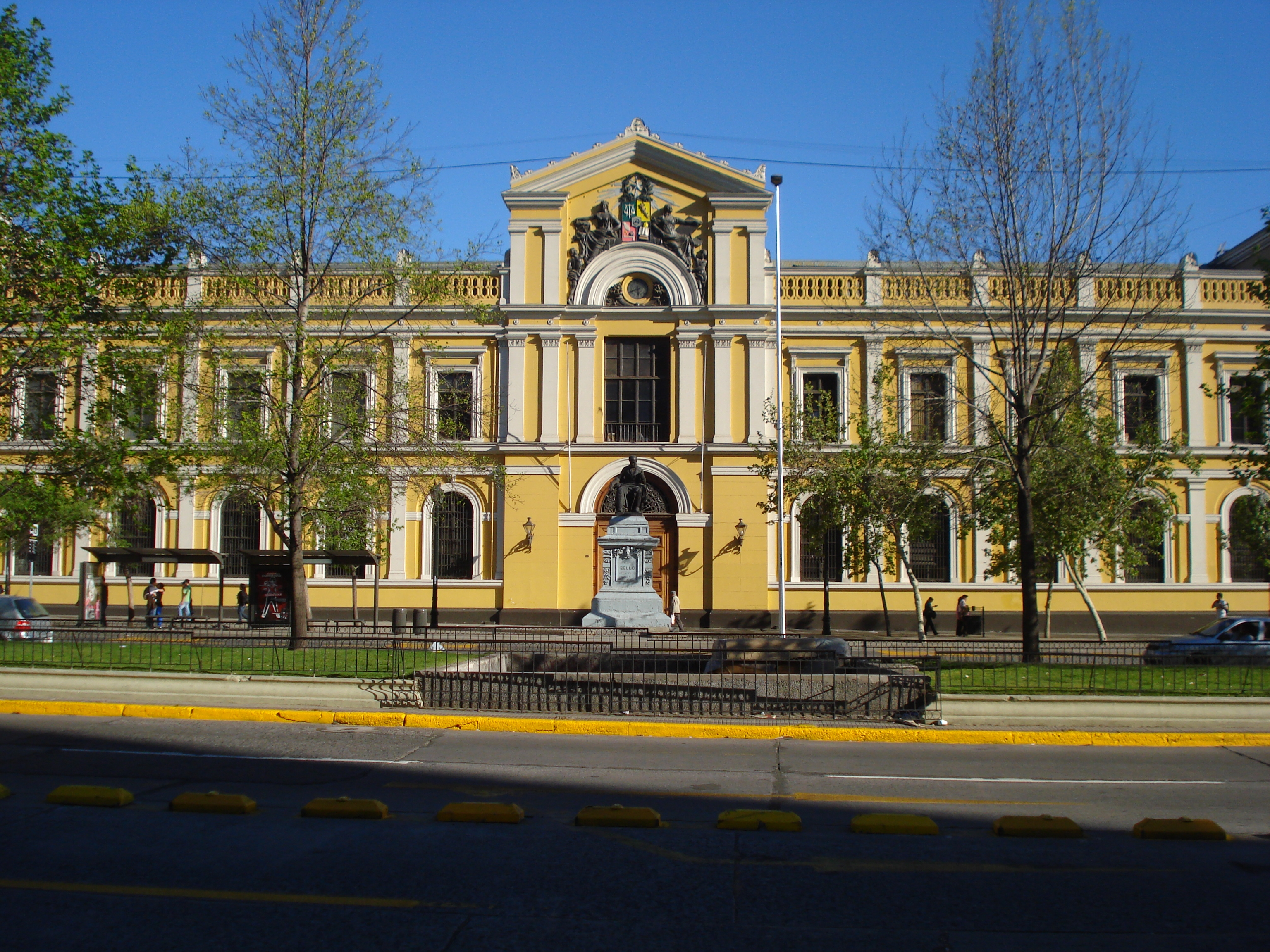
L'edificio della Casa Centrale dell'Università del Cile, a Santiago, un'università pubblica fondata nel 1842

Un'università nazionale è generalmente un'università creata o gestita da uno stato nazionale, ma allo stesso tempo rappresenta un'istituzione autonoma statale che funziona come un ente completamente indipendente all'interno dello stato stesso. Alcune università nazionali sono strettamente legate alle aspirazioni culturali, religiose o politiche nazionali, ad esempio la National University of Ireland, che si è formata in parte a partire dalla Catholic University of Ireland, creata quasi immediatamente e specificamente in risposta alle università non confessionali istituite in Irlanda nel 1850. Negli anni che precedettero la Rivolta di Pasqua, e in gran parte grazie ai revivalisti del Romanticismo gaelico, la NUI raccolse una grande quantità di informazioni sulla lingua e sulla cultura irlandese.

## Nel mondo

### Canada
Il sistema universitario canadese si articola in "college", finalizzati all'inserimento nel mondo del lavoro, ed "university" che si occupano dell'istruzione superiore.
In particolare, il ciclo di studi è articolato in tre livelli corrispondenti a tre successivi titolo di studio:
- Bachelor's degree (undergraduate): generalmente 3 o 4 anni di studi (laurea di primo livello)
- Master’s: si accede dopo il bachelor’s degree, per una durata di 1 o 2 anni di studio, compresa la tesi o un documento di ricerca (laurea magistrale)
- Doctoral o PhD: generalmente dopo il Master’s degree, da 3 a 5 anni di studio, compresa la tesi (dottorato di ricerca).

### Città del Vaticano
Le università pontificie sono persone giuridiche pubbliche, canonicamente erette e sono disciplinate dal libro III del Codice di Diritto Canonico "De Ecclesia munere docendi". Il canone 816 prescrive che le Università e Facoltà ecclesiastiche possano essere costituite soltanto se erette dalla Sede Apostolica o da questa approvate; ad essa compete pure la loro superiore direzione. In particolare, secondo il diritto canonico: Nessuna Università o Facoltà, che non sia stata eretta o approvata dalla Sede Apostolica, può validamente conferire gradi accademici con effetti canonici.

### Francia
Il sistema universitario francese è tra i migliori in Europa, e nel mondo. Il sistema universitario francese si basa su due tipologie di istituti propri dell’insegnamento superiore: le università, che abbracciano tutte le discipline, e le scuole (Grandes Écoles et écoles spécialisées), che possono essere istituti privati o pubblici ai quali si accede previo superamento di un concorso.

### Germania

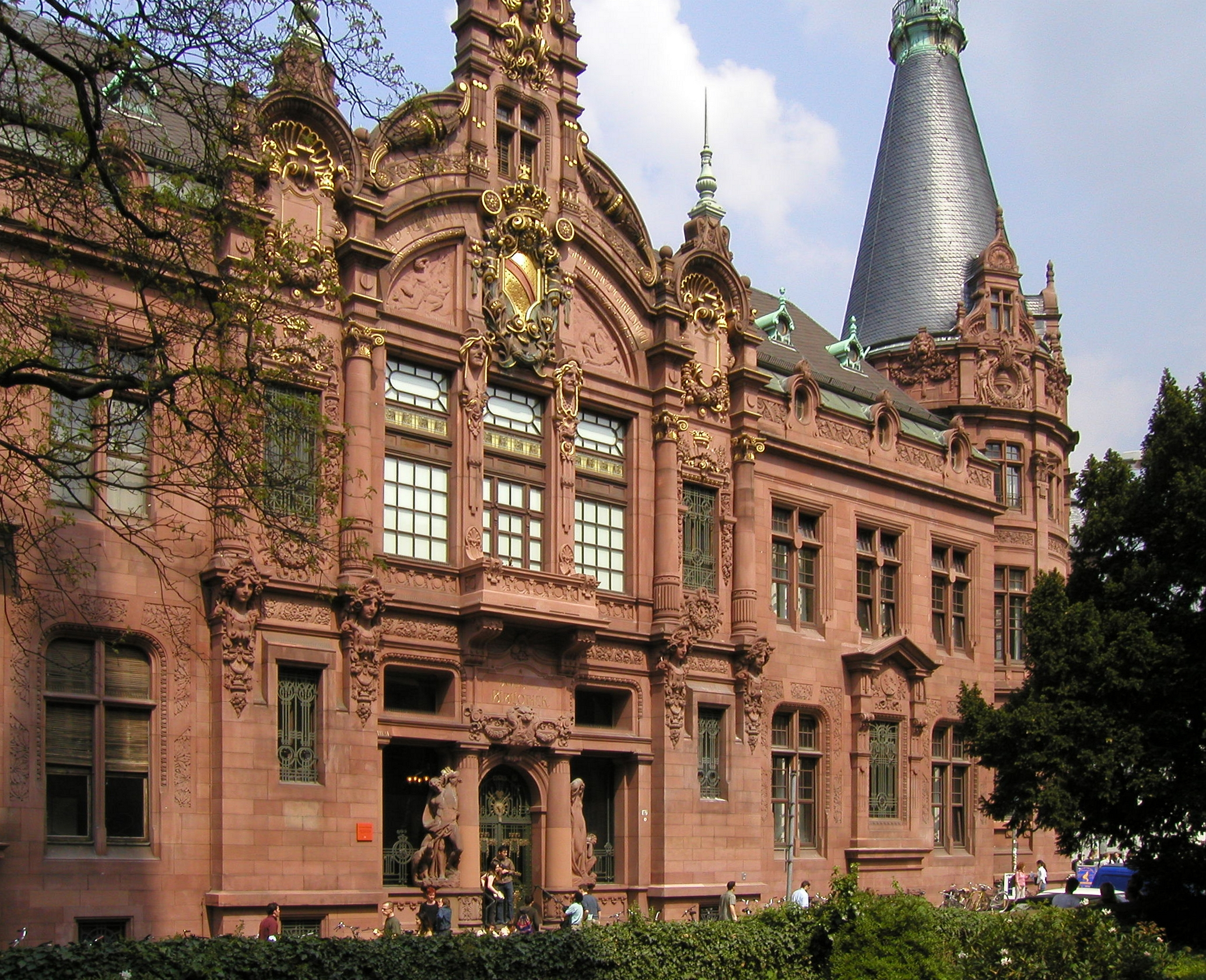
L'università di Heidelberg, prima università tedesca

Il sistema universitario tedesco prevede:
- Università (Universitäten);
- Istituti superiori di formazione professionale o Università di scienze applicate (Fachhochschulen);
- Istituti superiori di formazione artistica, cinematografica e musicale (Kunst-, Film- und Musikhochschulen).

A questi si affiancano i corsi di studio del Duale Hochschulen che comprendono un percorso universitario accanto a esperienze di lavoro in una impresa.

### Giappone
Il sistema universitario giapponese è articolato secondo due tipologie di enti:
- Professional training college: dura da uno a quattro anni, è destinato all’apprendimento pratico di un mestiere e al conseguimento di un titolo spendibile nel mondo del lavoro.
- "Università": può essere breve (2 anni) o normale (4 anni). Dopo aver concluso un corso di studio è possibile frequentare un corso di master (della durata di 2 anni) o di conseguire un dottorato (3 anni).

### Italia
Le università in Italia sono enti che si occupano dell'istruzione di livello superiore nonché di promuovere la ricerca, il progresso delle scienze.
Possono essere enti pubblici o di diritto privato: nel primo caso fanno parte della pubblica amministrazione italiana.

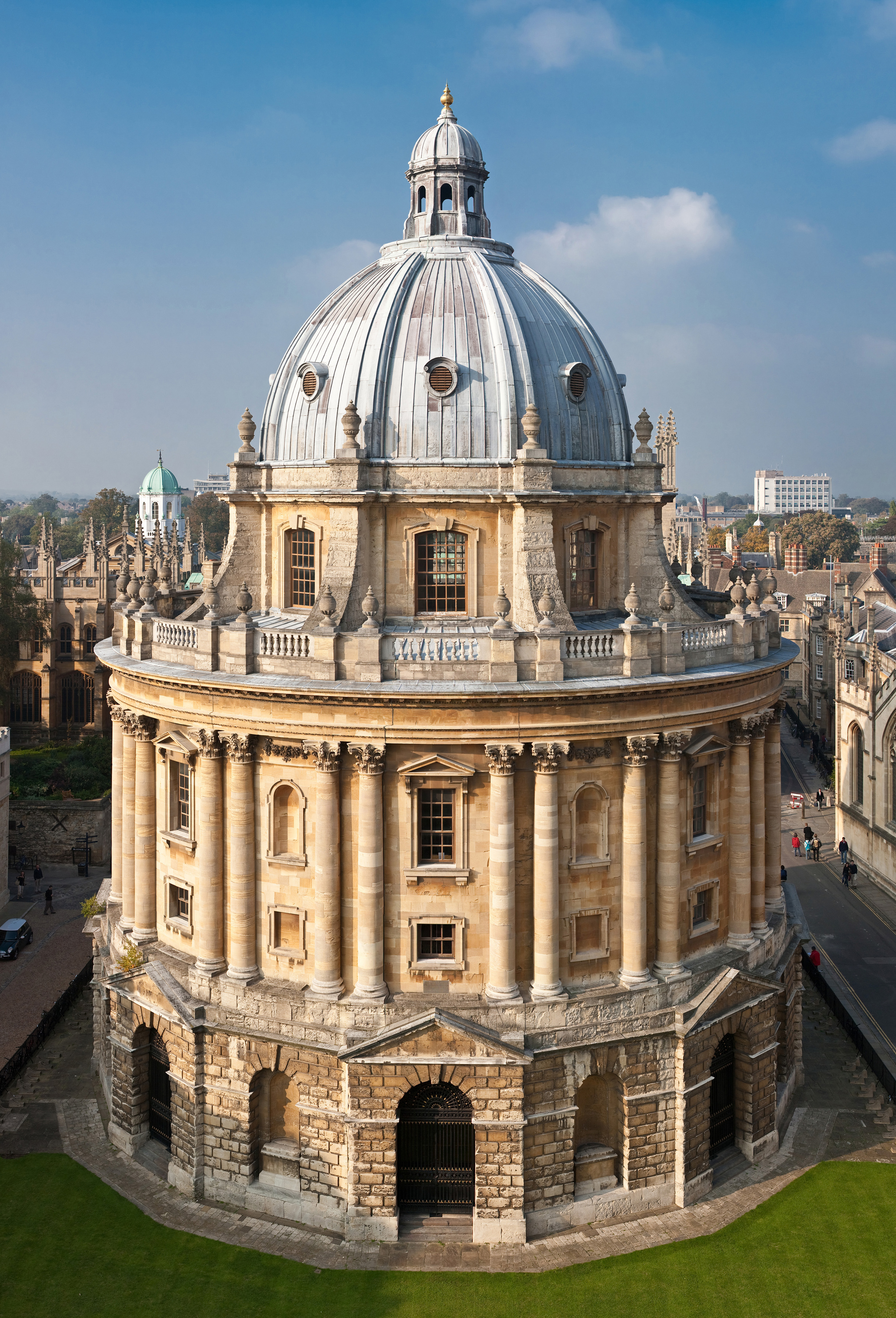
La Radcliffe Camera, parte dell'Università di Oxford, prima università inglese

### Regno Unito
Le università nel Regno Unito sono strutture autonome e le differenze tra un’istituzione e l’altra possono riguardare, ad esempio, i requisiti di accesso e le infrastrutture a disposizione. 
Tutte operano sotto il controllo della "Quality Assurance Agency for Higher Education" (QAA).

### Romania
In Romania sono presenti circa 29 università, molte delle quali offrono corsi universitari in lingua inglese in tutte le principali discipline.
Il sistema universitario è suddiviso in:
- BA: Bachelor, la nostra Laurea Triennale della durata di 3 oppure 4 anni (tre anni di studi 180 ECTS, quattro anni di studi 240 ECTS);
- MA: Master e RMA- Reseach Master, la nostra laurea specialistica (60, 90 o 120 crediti) la cui durata può variare da 1 a 3 anni;
- PHD, Dottorato di ricerca (Dottorato di ricerca, durano sino a quattro anni);
- Post dottorato e/o specializzazioni varie.

### Stati Uniti d'America
Le università negli Stati Uniti d'America possono essere enti pubblici (università statali), che privati (istituzioni universitarie che si basano su finanziamenti offerti da privati); il sistema è costituito da un'articolata rete di università e college.
Ci sono degli istituti specializzati nel rilascio di determinati titoli; come ad esempio le università di arti liberali che rilasciano un bachelor of arts.